# Schwarzenberg (Austria)
Schwarzenberg è un comune austriaco di 1 877 abitanti nel distretto di Bregenz, nel Vorarlberg. Stazione sciistica specializzata nello sci alpino, ha ospitato fra l'altro una tappa della Coppa del Mondo e i Campionati austriaci 1983.